# 吳夢白
吳夢白（1611年—？年），字可黃，號華崖，浙江仁和縣（今浙江省杭州市）人，崇德縣籍。明朝政治人物，崇禎癸未進士。

## 生平
崇禎九年（1636年）丙子科浙江鄉試第五十四名舉人，崇禎十六年（1643年）癸未科進士。知吳縣，有惠政。弘光元年（清順治二年，1645年）清軍大舉南下，江南失守。吳夢白前往福建投奔隆武朝廷，任閩縣知縣。清軍破福建後，挂冠歸。順治初，堅辭不出仕。優游林下四十年。生平著作甚豐，晚年全部焚毀。